# Atletismo nos Jogos Olímpicos de Verão de 2016 - 3000 m com obstáculos masculino

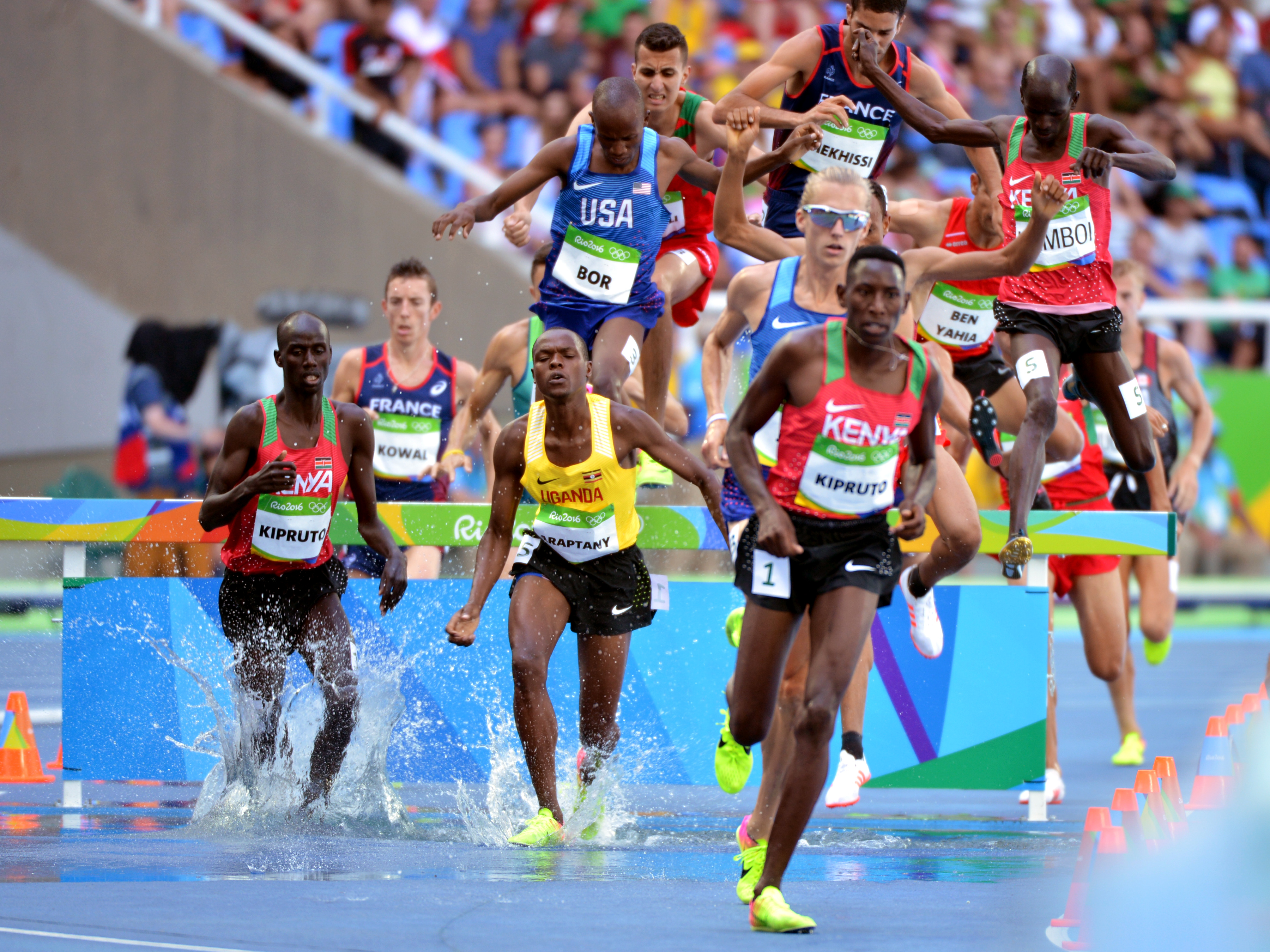
Atletas durante a final.

A competição dos 3000 metros com obstáculos masculino do atletismo nos Jogos Olímpicos de Verão de 2016 aconteceu entre os dias 15 e 17 de agosto no Estádio Olímpico.

## Calendário
Horário local (UTC-3).
| Data                          | Horário | Fase          |
| ----------------------------- | ------- | ------------- |
| Segunda, 15 de agosto de 2016 | 10:25   | Eliminatórias |
| Quarta, 17 de agosto de 2016  | 11:50   | Final         |

## Medalhistas
| Ouro   | KEN Conseslus Kipruto           |
| Prata  | USA Evan Jager                  |
| Bronze | FRA Mahiedine Mekhissi-Benabbad |

## Recordes
Antes desta competição, os recordes mundiais e olímpicos da prova eram os seguintes:
| Tipo | Atleta              | Tempo   | Local    | Data                   |
| ---- | ------------------- | ------- | -------- | ---------------------- |
|      | Saif Saaeed Shaheen | 7:53.63 | Bruxelas | 3 de setembro de 2004  |
|      | Julius Kariuki      | 8:05.51 | Seul     | 30 de setembro de 1988 |

Os seguintes novos recordes foram estabelecidos durante esta competição: 
| Data         | Prova | Atleta            | Nacionalidade | Tempo   | Recordes         |
| ------------ | ----- | ----------------- | ------------- | ------- | ---------------- |
| 17 de agosto | Final | Conseslus Kipruto | Quênia        | 8:03.28 | Recorde olímpico |

## Resultados

### Eliminatórias
Qualificação: Os primeiros 3 em cada bateria (Q) e os 6 mais rápidos (q) avançam para as finais.

#### Bateria 1

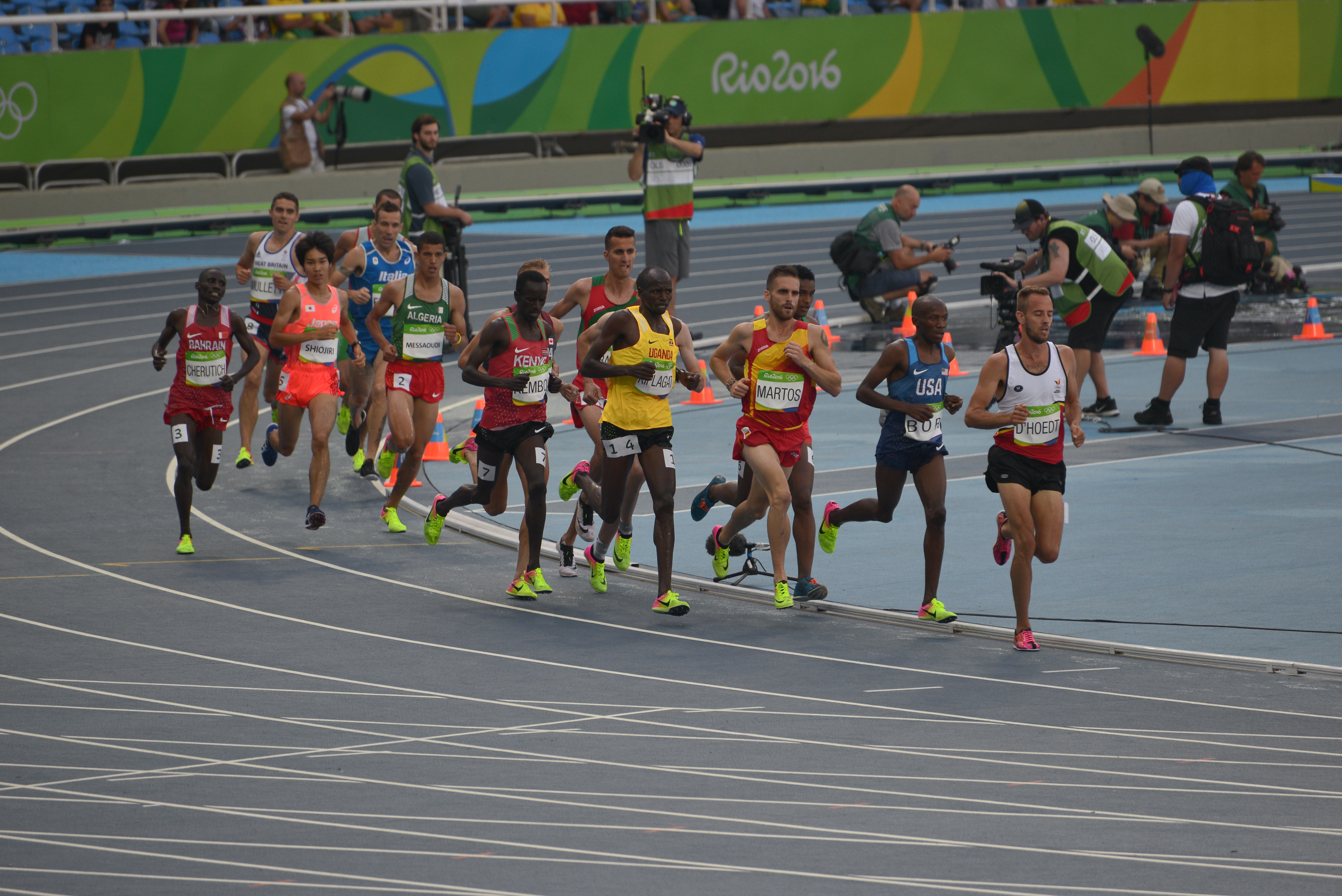
Atletas durante a bateria 1.

| Pos. | Atleta              | CON                | Tempo   | Notas                |
| ---- | ------------------- | ------------------ | ------- | -------------------- |
| 1    | Hillary Bor         | USA Estados Unidos | 8:25.01 | Q                    |
| 2    | Soufiane El Bakkali | MAR Marrocos       | 8:25.17 | Q                    |
| 3    | Ezekiel Kemboi      | KEN Quênia         | 8:25.51 | Q                    |
| 4    | Matthew Hughes      | CAN Canadá         | 8:26.27 | q                    |
| 5    | Sebastián Martos    | ESP Espanha        | 8:28.44 |                      |
| 6    | Benjamin Kiplagat   | UGA Uganda         | 8:30.76 |                      |
| 7    | Halil Akkaş         | TUR Turquia        | 8:33.12 | Recorde da temporada |
| 8    | Hailemariyam Amare  | ETH Etiópia        | 8:35.01 |                      |
| 9    | Nelson Cherutich    | BRN Bahrein        | 8:35.87 |                      |
| 10   | Yuri Floriani       | ITA Itália         | 8:40.80 |                      |
| 11   | Kazuya Shiojiri     | JPN Japão          | 8:40.98 |                      |
| 12   | Rob Mullett         | GBR Grã-Bretanha   | 8:48.19 |                      |
| 13   | Jeroen D'hoedt      | BEL Bélgica        | 8:48.29 |                      |
| 14   | Mitko Tsenov        | BUL Bulgária       | 8:54.79 |                      |
| –    | Ali Messaoudi       | ALG Argélia        | DSQ     | R163.3b              |

#### Bateria 2

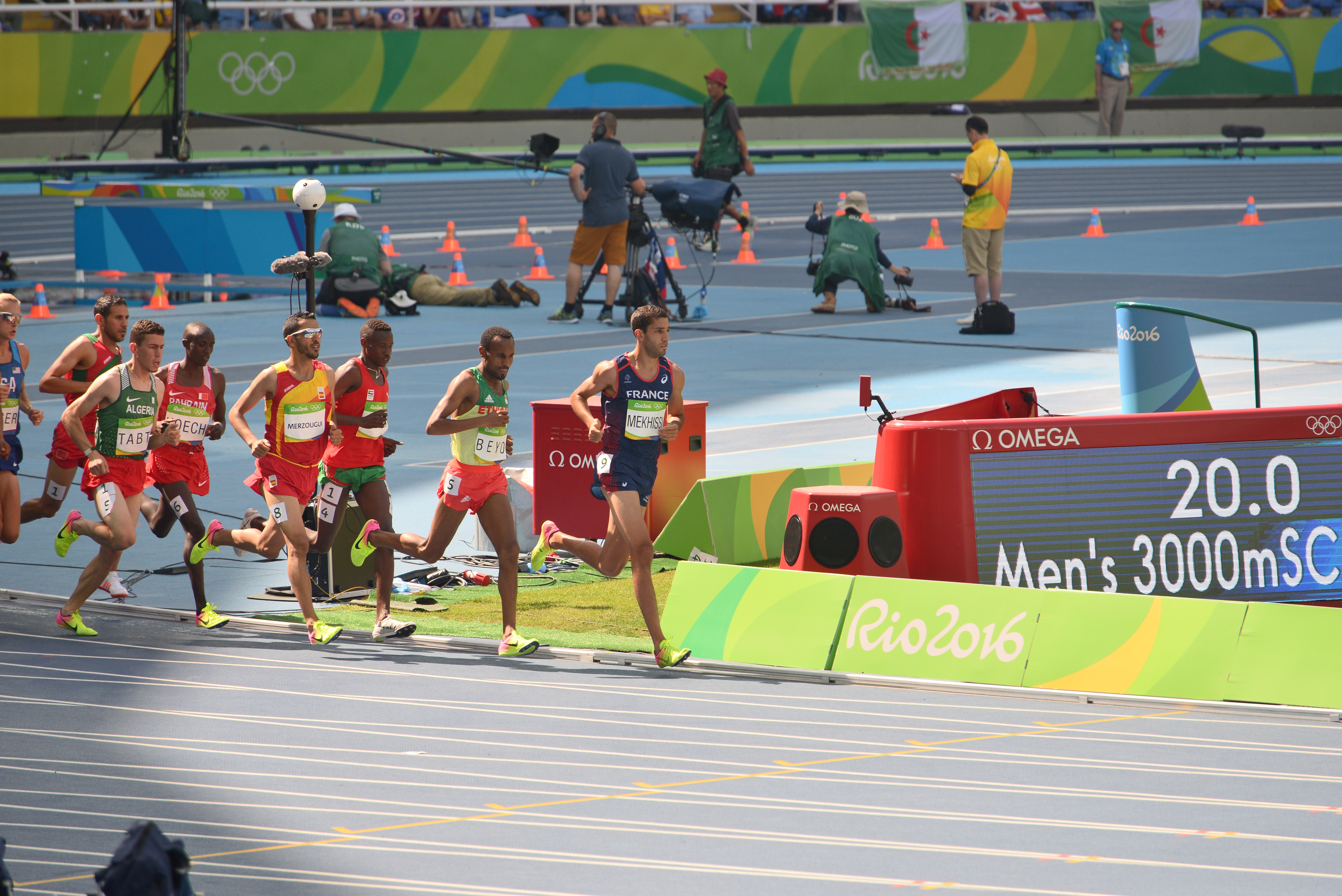
Atletas durante a bateria 2.

| Pos. | Atleta                      | CON                | Tempo   | Notas |
| ---- | --------------------------- | ------------------ | ------- | ----- |
| 1    | Evan Jager                  | USA Estados Unidos | 8:25.86 | Q     |
| 2    | Brimin Kipruto              | KEN Quênia         | 8:26.25 | Q     |
| 3    | Mahiedine Mekhissi-Benabbad | FRA França         | 8:26.32 | Q     |
| 4    | Yemane Haileselassie        | ERI Eritreia       | 8:26.72 | q     |
| 5    | Hamid Ezzine                | MAR Marrocos       | 8:27.69 | q     |
| 6    | John Kibet Koech            | BRN Bahrein        | 8:28.81 |       |
| 7    | Chala Beyo                  | ETH Etiópia        | 8:32.06 |       |
| 8    | Aras Kaya                   | TUR Turquia        | 8:32.35 |       |
| 9    | José Peña                   | VEN Venezuela      | 8:32.38 |       |
| 10   | Chris Winter                | CAN Canadá         | 8:33.95 |       |
| 11   | Bilal Tabti                 | ALG Argélia        | 8:38.87 |       |
| 12   | Abdoullah Bamoussa          | ITA Itália         | 8:42.81 |       |
| 13   | Kaur Kivistik               | EST Estônia        | 8:44.25 |       |
| 14   | Abdalla Targan              | SUD Sudão          | 8:52.20 |       |
| 15   | Abdelaziz Merzougui         | ESP Espanha        | 9:03.40 |       |

#### Bateria 3

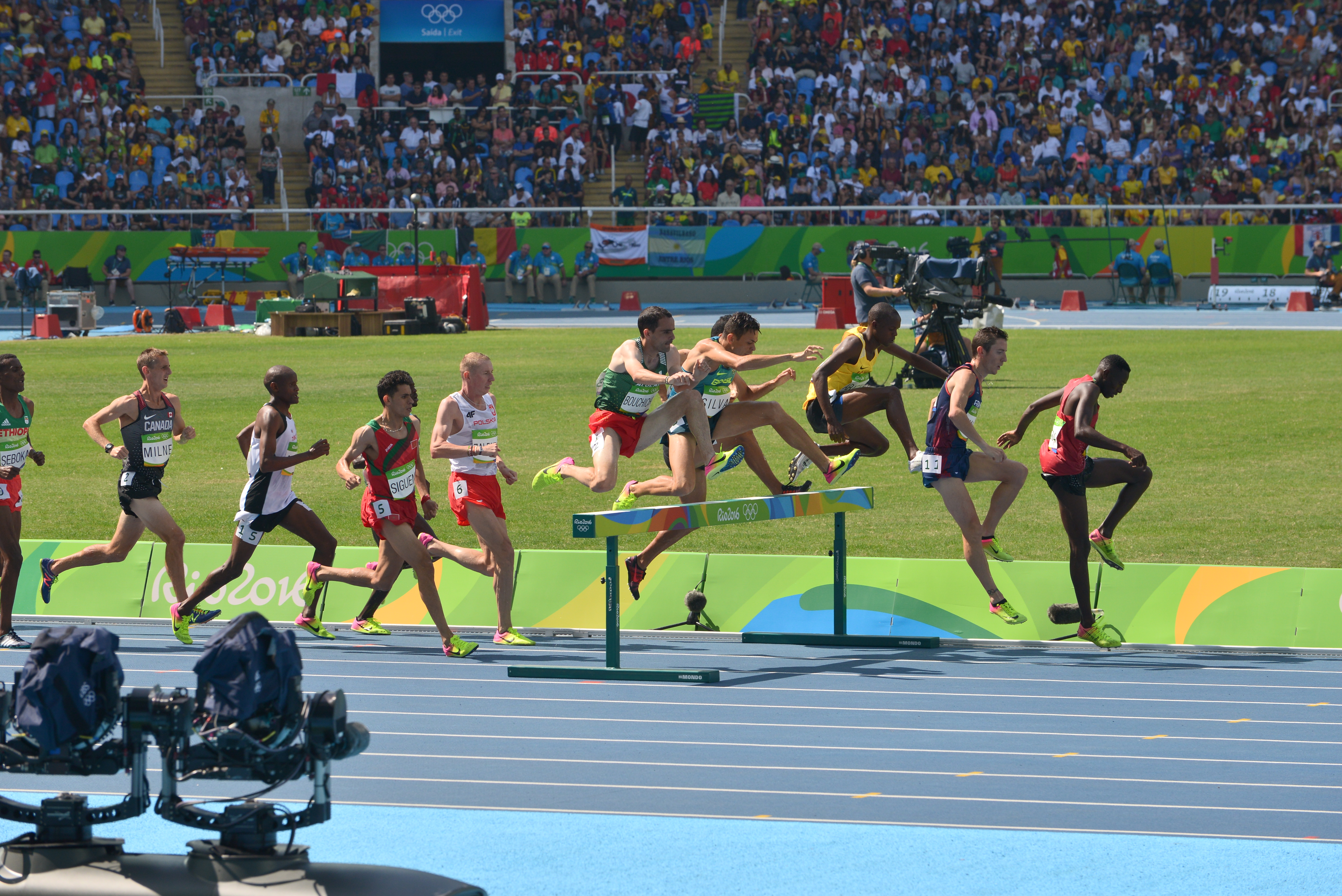
Atletas durante a bateria 3.

| Pos. | Atleta                 | CON                | Tempo   | Notas   |
| ---- | ---------------------- | ------------------ | ------- | ------- |
| 1    | Conseslus Kipruto      | KEN Quênia         | 8:21.40 | Q       |
| 2    | Jacob Araptany         | UGA Uganda         | 8:21.53 | Q       |
| 3    | Donn Cabral            | USA Estados Unidos | 8:21.96 | Q       |
| 4    | Amor Ben Yahia         | TUN Tunísia        | 8:23.12 | q       |
| 5    | Yoann Kowal            | FRA França         | 8:23.49 | q       |
| 6    | Altobeli da Silva      | BRA Brasil         | 8:26.59 | q       |
| 7    | Hicham Sigueni         | MAR Marrocos       | 8:27.82 |         |
| 8    | Hicham Bouchicha       | ALG Argélia        | 8:33.61 |         |
| 9    | Taylor Milne           | CAN Canadá         | 8:34.38 |         |
| 10   | Krystian Zalewski      | POL Polônia        | 8:34.52 |         |
| 11   | Ole Hesselbjerg        | DEN Dinamarca      | 8:40.08 |         |
| 12   | Mohamed Ismail Ibrahim | DJI Djibuti        | 8:53.10 |         |
| 13   | Fernando Carro         | ESP Espanha        | 8:53.17 |         |
| –    | Tarık Langat Akdağ     | TUR Turquia        | DNF     |         |
| –    | Tafese Seboka          | ETH Etiópia        | DSQ     | R163.3b |

### Final
| Pos.              | Atleta                      | CON                | Tempo   | Notas                |
| ----------------- | --------------------------- | ------------------ | ------- | -------------------- |
| Medalha de ouro   | Conseslus Kipruto           | KEN Quênia         | 8:03.28 | Recorde olímpico     |
| Medalha de prata  | Evan Jager                  | USA Estados Unidos | 8:04.28 | Recorde da temporada |
| Medalha de bronze | Mahiedine Mekhissi-Benabbad | FRA França         | 8:11.52 | Recorde da temporada |
| 4                 | Soufiane El Bakkali         | MAR Marrocos       | 8:14.35 | Recorde pessoal      |
| 5                 | Yoann Kowal                 | FRA França         | 8:16.75 | Recorde da temporada |
| 6                 | Brimin Kipruto              | KEN Quênia         | 8:18.79 | Recorde da temporada |
| 7                 | Hillary Bor                 | USA Estados Unidos | 8:22.74 | Recorde pessoal      |
| 8                 | Donn Cabral                 | USA Estados Unidos | 8:25.81 |                      |
| 9                 | Altobeli da Silva           | BRA Brasil         | 8:26.30 | Recorde pessoal      |
| 10                | Matthew Hughes              | CAN Canadá         | 8:36.83 |                      |
| 11                | Yemane Haileselassie        | ERI Eritreia       | 8:40.68 |                      |
| –                 | Jacob Araptany              | UGA Uganda         | DNF     |                      |
| –                 | Hamid Ezzine                | MAR Marrocos       | DNF     |                      |
| –                 | Amor Ben Yahia              | TUN Tunísia        | DSQ     | R163.3b              |
| –                 | Ezekiel Kemboi              | KEN Quênia         | DSQ     | R163.3b              |

Legenda
| Recorde mundial      | Recorde mundial (World record)               |                       | Recorde africano                      | Recorde africano (African) |                                           | Q | Classificado por posição (Qualified) |
| Recorde olímpico     | Recorde olímpico (Olympic record)            | Recorde da América    | Recorde da América (Americas)         | q                          | Classificado por melhor tempo (Qualified) |   |                                      |
| Melhor marca do ano  | Melhor marca do ano (World leading)          | Recorde asiático      | Recorde asiático (Asian)              | DNS                        | Não largou (Did not start)                |   |                                      |
| Recorde nacional     | Recorde nacional (National record)           | Recorde europeu       | Recorde europeu (European)            | DNF                        | Não terminou (Did not finish)             |   |                                      |
| Recorde pessoal      | Recorde pessoal do atleta (Personal best)    | Recorde da Oceania    | Recorde da Oceania (Oceania)          | DSQ / DQ                   | Desclassificado (Disqualified)            |   |                                      |
| Recorde da temporada | Recorde da temporada do atleta (Season best) | Recorde sul-americano | Recorde sul-americano (South America) | NM                         | Sem marca (No mark)                       |   |                                      |